# Vaiśeṣika Sūtra
El Vaiśeṣika Sūtra (sánscrito: वैशेषिक सूत्र), también llamado Kanada sutra, es un antiguo texto sánscrito fundacional de la escuela Vaisheshika de filosofía hindú. El sutra fue escrito por el sabio hindú Kanada, también conocido como Kashyapa. Según algunos estudiosos, floreció antes del advenimiento del budismo porque el Vaiśeṣika Sūtra no menciona el budismo ni las doctrinas budistas; Sin embargo, los detalles de la vida de Kanada son inciertos, y el Vaiśeṣika Sūtra fue compilado probablemente en algún momento entre los siglos VI y II a. C., y finalizado en la versión actualmente existente antes del nacimiento de Cristo.
Varios eruditos lo han comentado desde el comienzo de la era común; el comentario más antiguo que se conoce es el Padartha Dharma Sangraha de Prashastapada. Otra obra secundaria importante sobre el Vaiśeṣika Sūtra es el Dasha padartha sastra de Maticandra que existe tanto en sánscrito como su traducción al chino en 648 CE por Yuanzhuang.
El Vaiśeṣika Sūtra está escrito en estilo de sutras aforísticos, y presenta sus teorías sobre la creación y existencia del universo usando atomismo naturalista, aplicando lógica y realismo, y es una de las primeras ontología realistas sistemáticas conocidas en historia humana. El texto discute movimientos de diferente tipo y leyes que lo gobiernan, el significado de dharma, una teoría de epistemología, la base de Atman (yo, alma), y la naturaleza de yoga y moksha. La mención explícita del movimiento como la causa de todos los fenómenos del mundo y varias proposiciones al respecto lo convierten en uno de los primeros textos sobre física.

## Etimología
El nombre Vaiśeṣika Sūtra (sánscrito: वैशेषिक सूत्र) deriva de viśeṣa, विशेष, que significa "particularidad", que se contrapone a "universalidad". Las clases particularidad y universalidad pertenecen a diferentes categorías de experiencia.

## Manuscritos
Hasta la década de 1950, sólo se conocía un manuscrito del Vaiseshika sutra y este manuscrito formaba parte de una bhasya del siglo XV Sankaramisra. Los eruditos habían dudado de su autenticidad, dadas las incoherencias de este manuscrito y las citas en otra literatura hindú, jaina y budista que afirmaban proceder del Vaisheshika Sutra. En la década de 1950 y principios de 1960, nuevos manuscritos de Vaiśeṣika Sūtra fueron descubiertos en partes distantes de la India, que más tarde fueron identificados como este Sutra. Estos manuscritos más recientes son bastante diferentes, más coherentes con la literatura histórica, y sugieren que, al igual que otros textos y escrituras importantes del hinduismo, el Vaiśeṣika Sūtra también sufrió interpolaciones, errores de transmisión y distorsiones a lo largo del tiempo. Ahora existe una edición crítica del Vaiśeṣika Sūtra.

## Fecha
Los Vaisheshika Sutras mencionan las doctrinas de escuelas competidoras de la filosofía india como Samkhya y Mimamsa, pero no hacen mención del budismo, lo que ha llevado a los estudiosos en publicaciones más recientes a plantear estimaciones del siglo VI al II a. C.
Los estudios de edición crítica de manuscritos de Vaisheshika Sutras descubiertos después de 1950, sugieren que el texto atribuido a Kanada existió en una forma finalizada en algún momento entre el 200 a. C. y el comienzo de la era común, con la posibilidad de que sus doctrinas clave sean mucho más antiguas. Múltiples textos hindúes fechados en los siglos I y II de nuestra era, como el Mahavibhasa y el Jnanaprasthana del Imperio Kushan, citan y comentan las doctrinas de Kanada. Aunque los Vaisheshika Sutras no mencionan las doctrinas del Jainismo y del Budismo, sus textos antiguos mencionan las doctrinas de los Vaisheshika Sutras y utilizan su terminología, en particular la tradición Sarvastivada del budismo, así como las obras de Nagarjuna.

## Física y filosofía
La física es fundamental para la afirmación de Kaṇāda de que todo lo que se puede conocer se basa en el movimiento. Su atribución de centralidad a la física en la comprensión del universo también se deriva de sus principios de invariancia. Por ejemplo, dice que el átomo debe ser esférico ya que debe ser el mismo en todas las dimensiones. Afirma que todas las sustancias están compuestas de átomos, dos de los cuales tienen masa y dos no tienen masa.
La filosofía del Vaiseshika sutra es el pluralismo atomista, afirma Jayatilleke. Sus ideas son conocidas por sus contribuciones a la "inferencia inductiva", y a menudo se las acopla con la "lógica deductiva" de la escuela hermana del hinduismo denominada Nyaya. James Thrower y otros identificaron a la filosofía Vaiśeṣika como naturalista.
El texto dice:
- Hay nueve constituyentes de realidades: cuatro clases de átomos (tierra, agua, fuego y aire), espacio (akasha), tiempo (kāla), dirección (disha), infinidad de almas (Atman), mente (manas).[32]
- Cada objeto de la creación está hecho de átomos (parmanu) que a su vez se conectan entre sí para formar moléculas (anu). Los átomos son eternos y sus combinaciones constituyen el mundo material empírico.
- Las almas individuales son eternas e impregnan el cuerpo material por un tiempo.
- Hay seis categorías (padārtha) de experiencia: sustancia, cualidad, actividad, generalidad, particularidad e inherencia.

Se dan varios rasgos de las sustancias (dravya) como el color, el sabor, el olor, el tacto, el número, el tamaño, lo separado, el acoplamiento y el desacoplamiento, la prioridad y la posteridad, la comprensión, el placer y el dolor, la atracción y la repulsión, y los deseos. Al igual que muchos textos fundacionales de las escuelas clásicas de la filosofía hindú, Dios no se menciona en el sutra, y el texto no es teísta.

## Contenido

Epistemología (pramana) según el Vaisheshika.

La edición crítica de los Vaisheshika Sutras se divide en diez capítulos, cada uno subdividido en dos secciones llamadas āhnikas:
- En el primer capítulo, Kanada abre su Sutra con definiciones del Dharma, la importancia de los Vedas y sus objetivos. A continuación, el texto, afirma Matilal, define y describe tres categorías y sus aspectos causales: sustancia, cualidad y acción.[39] Explica sus diferencias, similitudes y relaciones entre estas tres. La segunda parte del primer capítulo define y explica un universal, un particular (viśeṣa,[11]) y su relación jerárquica. Kanada afirma que es de la combinación de particulares que surgen algunos universales.[39]
- El segundo capítulo de los Vaisheshika Sutras presenta cinco sustancias (tierra, aire, agua, fuego, espacio) cada una con una cualidad distinta. Kanada argumenta que todas excepto "el aire y el espacio" son verificables por la percepción, mientras que la existencia del aire invisible se establece por inferencia (el aire sopla, y que debe haber una sustancia que afecte la sensación del tacto a la piel; el espacio, argumenta, se infiere de la capacidad de uno para moverse de un punto a otro sin obstáculos - un punto que revisa en la parte posterior del texto al afirmar que el sonido se percibe y prueba el espacio).[39] * En el tercer capítulo, Kanada presenta las cinco sustancias (tierra, aire, agua, fuego y espacio).
- En el tercer capítulo, Kanada expone sus premisas sobre Atman (yo, alma) y su validez.
- En el cuarto capítulo discute el cuerpo y sus adjuntos.

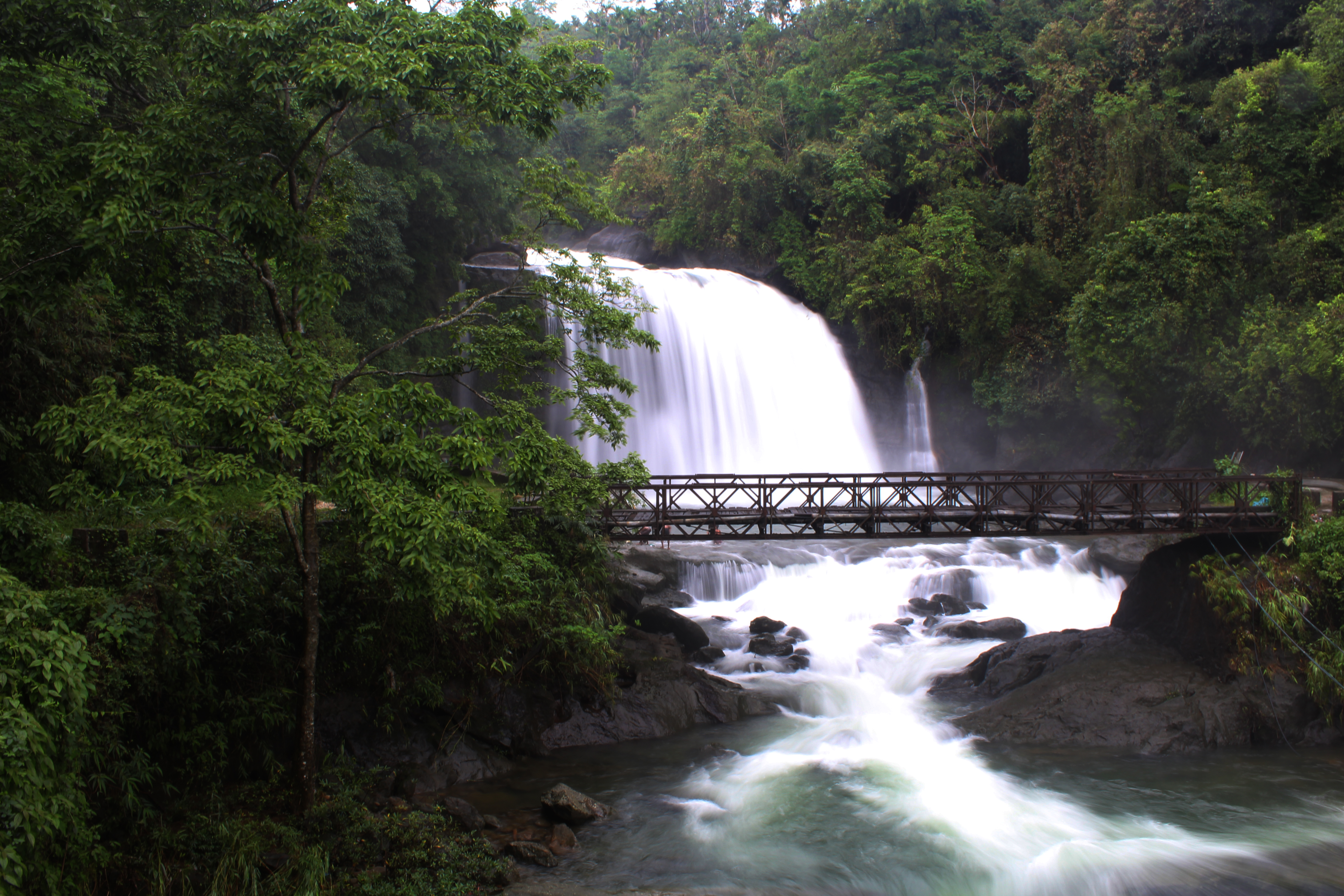
El Vaiśeṣika Sūtra menciona muchas observaciones empíricas y fenómenos naturales como el flujo de fluidos y el movimiento de los imanes, y luego intenta explicarlos con teorías naturalistas..

- En el quinto capítulo se investigan la acción relacionada con el cuerpo y la acción relacionada con la mente. El texto define y discute Yoga y Moksha, afirmando que el autoconocimiento (atma-saksatkara) es el medio para la liberación espiritual.[41][42] En este capítulo, Kanada menciona varios fenómenos naturales como la caída de objetos al suelo, el ascenso del fuego hacia arriba, el crecimiento de la hierba hacia arriba, la naturaleza de la lluvia y las tormentas eléctricas, el flujo de líquidos, el movimiento hacia un imán entre muchos otros; luego intenta integrar sus observaciones con sus teorías, y clasifica los fenómenos en dos: los causados por la volición, y los causados por las conjunciones sujeto-objeto.[40][43][44]
- En el sexto capítulo se examinan puṇya (virtud) y pāpa (pecado) como preceptos morales y tal como se discuten en los Vedas y los Upanishads.[41]
- En el séptimo capítulo se discuten cualidades como el color y el sabor en función del calor, el tiempo, el objeto y el sujeto. Kanada dedica un número significativo de Sutras a su teoría e importancia de la medida.[41]
- En el octavo capítulo, Kanada se detiene en la naturaleza de la cognición y la realidad, argumentando que la cognición es una función del objeto (sustancia) y el sujeto. Algunos sutras son poco claros, como uno sobre Artha, que Kanada afirma que es aplicable sólo a la "sustancia, cualidad y acción" según su capítulo uno.[41]
- En el noveno capítulo, Kanada discute la epistemología, en particular la naturaleza de la percepción, la inferencia y el proceso de razonamiento humano.[41]
- En el décimo capítulo final, el texto se centra en el alma, sus atributos y sus tres causas. Kanada afirma que la felicidad y el sufrimiento humanos están vinculados a la ignorancia, la confusión y el conocimiento del alma. Desarrolla sus teorías de la causa eficiente, el karma, el cuerpo, la mente, la cognición y la memoria para presentar su tesis. Menciona la meditación como medio para el conocimiento del alma.[45][46][47]>.